# Kunya
La kunya es un tecnónimo de la onomástica árabe que originalmente consiste en nombrar a alguien no por su nombre de pila ni por su apellido familiar, sino a través de las palabras Abu («padre») o Umm («madre») seguido del nombre del hijo o hija mayor. Era una práctica muy extendida en todo el mundo islámico medieval y en la actualidad se usa sobre todo en los países árabes de Oriente Medio. El nombre resultante tiene un carácter más respetuoso que el nombre de pila y a menudo acaba desplazando a este: Abu Warda («padre de Warda»); Umm Kulthum («madre de Kulthum»), etc.
Es también un modo de crear motes o seudónimos, estableciendo una relación entre la persona y un objeto o una idea a través de las palabras umm y abu, que en este caso no tienen estrictamente el sentido de "madre" y "padre" sino que se traducirían como "la de..." o "el de...". Por ejemplo, el nombre del primer califa del islam, Abu Bakr, significa literalmente "el padre de la camella", en el sentido de "el de la camella", por el cariño que profesaba a uno de estos animales de su propiedad. Otros ejemplos:
- Abu Nuwas: "el del pasador de pelo"
- Abu Nidal: "el del combate"

Coloquialmente, abu se ha apocopado en muchos lugares en bu. Es el caso del occidente árabe: en árabe marroquí la partícula bu sirve para crear adjetivos como bu karsh ("el [padre] de la barriga" > barrigón), bu kurra ("el [padre] de la joroba" > jorobado), etc. Cuando se trata de onomástica, también se usa el apócope: por ejemplo, en el Magreb el nombre Abu Bakr suele pronunciarse Bubakr o Bubker, y en el Reino de Granada la kunya del último rey, Abu Abd Allah ("el padre de Abd Allah") se pronunciaba coloquialmente Buabdillah, que dio lugar a la castellanización Boabdil.
Como se ha dicho, en el Magreb las palabras abu (o bu) y umm no son ya apenas productivas para la creación de apelativos personales, al contrario de lo que ocurre en el Máshreq, pero sobreviven fosilizadas en multitud de nombres y apellidos como Bushaib, Butaher, Burguiba, Bumedián, Buteflika, etc.
La palabra árabe kunya, con adición del artículo determinado (al-kunya), ha dado lugar al castellano alcurnia.